# Henrique da Costa

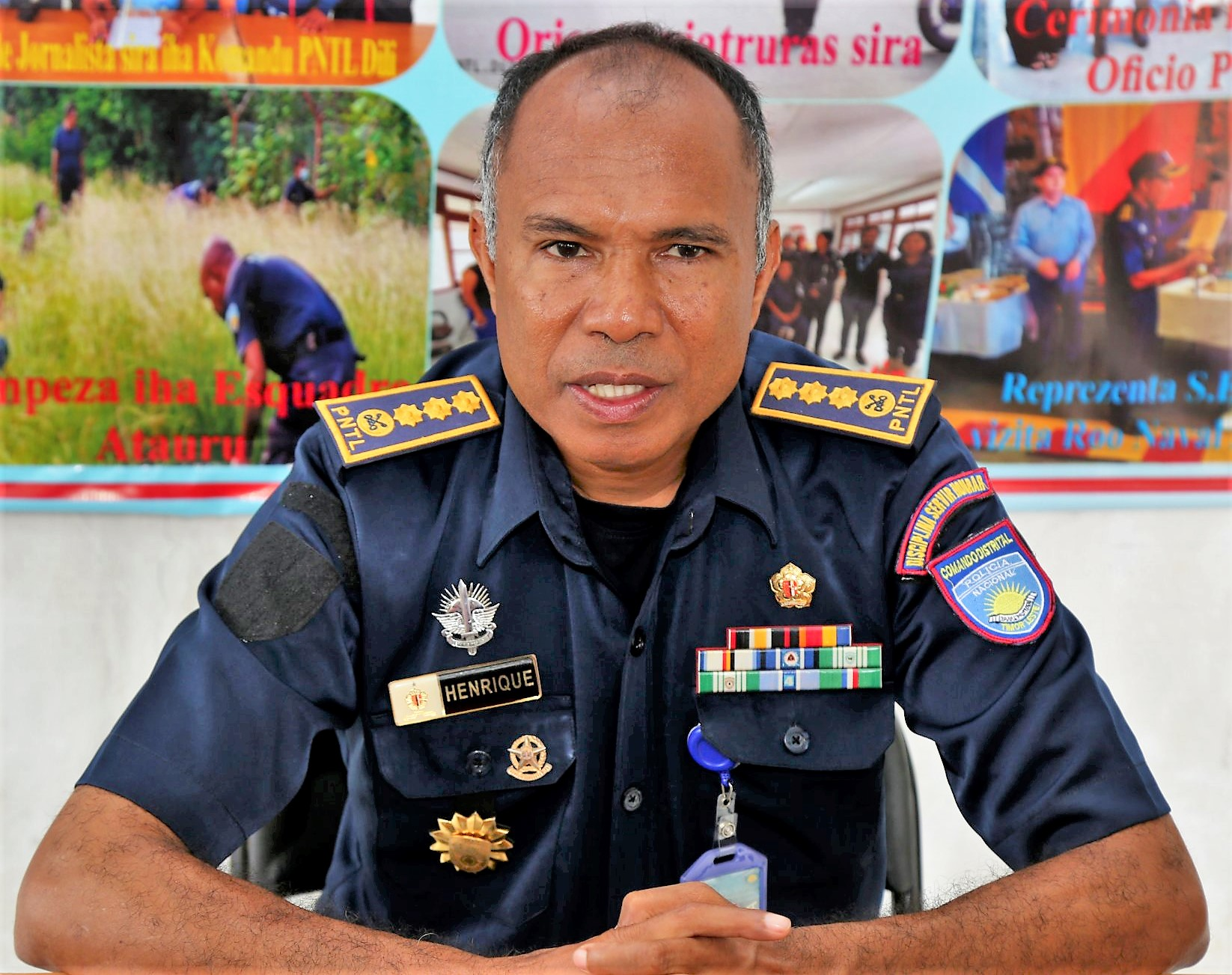
Henrique da Costa (2021)

Henrique da Costa (* 10. Juni 1972 in Liurai, Remexio, Aileu, Portugiesisch-Timor) ist ein Beamter der Nationalpolizei Osttimors (PNTL), im Range eines Superintendente Chefe.

## Bildung
In seiner Heimat Remexio besuchte Costa von 1982 bis 1988 die Grundschule und von 1988 bis 1991 die Prä-Sekundarschule. Von 1991 bis 1993 war er an der Sekundarschule in Dili. Ein erstes Studium absolvierte Costa an der Universidade da Paz (2008–2012) in Dili zu Internationale Beziehungen und ein zweites von 2014 bis 2016 an der Universität Indonesia (UI) in Jakarta in Kriminalrecht und Polizeiwissenschaft., das er mit einem Master-Titel abschloss. In seiner Abschlussarbeit behandelte er die wirksame Umsetzung des Systems der Beförderungen in der Polizei Osttimors.

## Werdegang

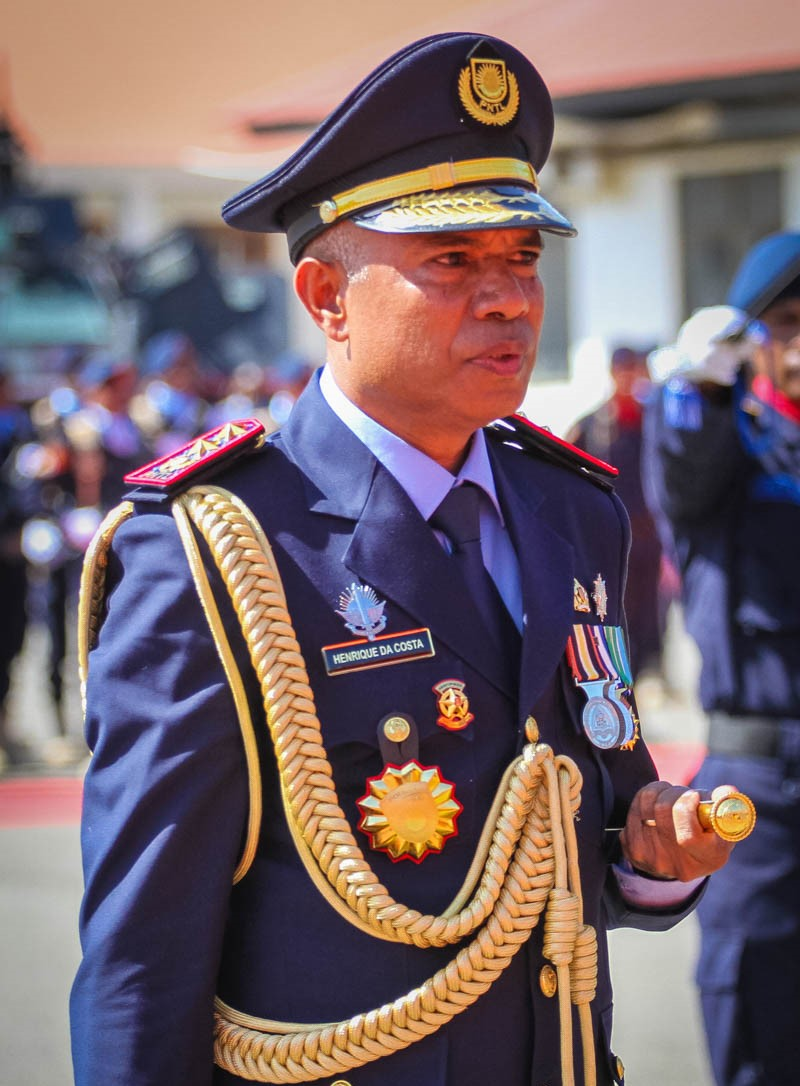
Costa bei seiner Vereidigung 2023

In der indonesischen Besatzungszeit arbeitete Costa für die Widerstandsbewegung im Untergrund. Er half bei der Logistik, organisierte den Transport von Kämpfern und diente als Führer. Costa stieg auf bis zum Vize-Chef der Jugend im Widerstand in Remexio. Beim Unabhängigkeitsreferendum in Osttimor 1999 arbeitete er als lokaler Helfer der Mitarbeiter der Vereinten Nationen.
Im Juli 2000 trat Costa in die Polizei ein. Von 2001 bis 2002 war er Kommandant der Polizeistreife von Remexio und 2002 der Polizeistreife der Stadt Aileu. Bis 2005 war Costa Distriktskommandant für Aileu und diente danach bis 2007 im Kosovo als erster Kontingentkommandant von zehn osttimoresischen Polizisten in der UNMIK.
Von Januar bis Juni 2008 war Costa Kommandant für Nationale Operationen, dann stellvertretender Verwaltungsdirektor der PNTL, In dieser Funktion war er zweiter Kommandant der gemeinsamen Operation Halibur von Polizei und den Verteidigungskräften Osttimors (F-FDTL) zur Beendigung der damaligen Rebellenbewegung. Von 2010 bis 2011 war Costa Distriktskommandant für Baucau und 2012 Verwaltungsdirektor der PNTL
Von 2013 bis 2014 führte Costa den Serviço de Informações de Polícia, den Nachrichtendienst der Polizei. Nach seinem Studium in Indonesien kehrte er auf den Posten des Kommandanten für Nationale Operationen zurück, den er bis 2018 bekleidete. Von 2019 bis 2020 war Costa Chef des Kriminalpolizeilichen Ermittlungsdienst (SICN) und von Juni 2020 bis Dezember 2022 Kommandant der Polizei in der Gemeinde Dili. Danach war er Leiter der Abteilung Personal und Ausbildung, bis Costa am 15. März zum Generalkommandanten der Polizei ernannt und am 28. März vereidigt wurde.

## Familie
Costa ist mit Manuela de Araújo verheiratet und hat vier Kinder.

## Auszeichnungen
- 2018: Medalha de Serviço Distintos (Grad Gold)
- 2016: Medalha de Comportamento Exemplar (Grad Silber)
- 2011: Medalha Nacionais des Staatspräsidenten Osttimors
- 2011: Medalha Halibur
- 2008: Ordem Nicolau Lobato (3. Grades)
- 2006: UN-Medaille
- 2006: Medaille der Polizeikräfte im Kosovo (PKF)